# كيفن باري (لاعب دوري الرغبي)
كيفن باري (بالإنجليزية: Kevin Barry)‏ هو لاعب دوري الرغبي نيوزيلندي، ولد في 15 مايو 1950 في نيوزيلندا، وتوفي في 21 مايو 2012 في Beenleigh, Queensland ‏ في أستراليا.